# Мишоловка
Мишоловка је специјализовани тип замке за животиње примарно конструисан да хвата мишеве; међутим, може да буде и замка за друге мале животиње. Мишоловке се углавном постављају на спољашњим локацијама где се очекује присуство глодара.

### Мишоловка са опругом
Прву мишоловка са опругом је изумео Вилијам Хукер из Илиноиса, који је 1894. регистровао патент 528671 у САД.
То је проста справа са јако затегнутом опругом на шипки и замке која је отушта. Сир, месо, хлеб или друга врста хране се поставља на замку као мамац. Када миш скине мамац, отпуша се напрегнута опруга и са шипка са великом силином удара место мамца, односно миша. Ова врста замке са силиом удара шипке најчешће доводи до тога да се ломи мишији врат или лобања. Пацови су знатно већи од мишева и замке за пацове су знатно веће. 

### Мишоловка са лепком
Добили су замке за популарност са лепком. Мамац се налази у средини, а миш се приближава и једноставно се залијепи на површину. Недостатак је што миш може побјећи и побјећи.

## Дрвене мишоловке (етнологија)
Дрвена мишоловка, масивна је старија техника хватања мишева. Поједини модели се могу наћи у музејима са етнолошким збиркама. 